# Raquetebol nos Jogos Pan-Americanos de 2011 - Duplas masculinas
A competição das duplas masculinas foi um dos eventos do raquetebol nos Jogos Pan-Americanos de 2011, em Guadalajara. Foi disputada no Complexo de Raquetebol entre os dias 17 e 22 de outubro.

## Calendário
Horário local (UTC-6).
| Data          | Horário | Fase             |
| ------------- | ------- | ---------------- |
| 17 de outubro | 8:00    | Grupos           |
| 18 de outubro | 8:00    | Grupos           |
| 19 de outubro | 8:00    | Oitavas-de-final |
| 20 de outubro | 8:00    | Quartas-de-final |
| 21 de outubro | 8:00    | Semifinal        |
| 22 de outubro | 10:00   | Final            |

## Medalhistas
| Ouro   | MEX Álvaro Beltrán e Javier Moreno                                                   |
| Prata  | VEN César Castillo e Jorge Hiserkorn                                                 |
| Bronze | USA Christopher Crowther e Shane Vanderson CAN Timothy Landeryou e Kristofer Odegard |

## Resultados

### Grupo A
| Nome                                 | J | V | D | GF | GC | PF | PC | Pontos |
| ------------------------------------ | - | - | - | -- | -- | -- | -- | ------ |
| MEX Álvaro Beltrán / Javier Moreno   | 2 | 2 | 0 | 3  | 3  | 58 | 54 | 3      |
| VEN César Castillo / Jorge Hirsekorn | 2 | 2 | 0 | 3  | 3  | 59 | 61 | 3      |
| ECU José Álvarez / Fernando Ríos     | 2 | 2 | 0 | 3  | 3  | 67 | 69 | 3      |

### Grupo B
| Nome                                       | J | V | D | GF | GC | PF  | PC | Pontos |
| ------------------------------------------ | - | - | - | -- | -- | --- | -- | ------ |
| CRC Felipe Camacho / Teobaldo Fumero       | 3 | 3 | 0 | 6  | 2  | 100 | 89 | 6      |
| USA Christopher Crowther / Shane Vanderson | 3 | 2 | 1 | 5  | 2  | 94  | 68 | 5      |
| COL Francisco Gómez / Juan Torres          | 3 | 1 | 2 | 2  | 5  | 67  | 85 | 4      |
| BOL Ricardo Monroy / Roland Keller         | 3 | 0 | 3 | 2  | 6  | 78  | 97 | 3      |

### Grupo C
| Nome                                      | J | V | D | GF | GC | PF | PC | Pontos |
| ----------------------------------------- | - | - | - | -- | -- | -- | -- | ------ |
| CAN Timothy Landeryou / Kristofer Odegard | 3 | 3 | 0 | 6  | 0  | 90 | 33 | 6      |
| ARG Daniel Maggi / Shai Manzuri           | 3 | 2 | 1 | 4  | 2  | 75 | 73 | 5      |
| DOM Ramón de León / Luis Pérez            | 3 | 1 | 2 | 2  | 5  | 68 | 90 | 4      |
| HON Raúl Banegas / Selvín Cruz            | 3 | 0 | 3 | 1  | 6  | 60 | 97 | 3      |

### Fase final
| Oitavas-de-final | Oitavas-de-final                       | Oitavas-de-final | Oitavas-de-final | Oitavas-de-final |  |  | Quartas-de-final | Quartas-de-final                             | Quartas-de-final | Quartas-de-final | Quartas-de-final |  |  | Semifinal | Semifinal                                    | Semifinal | Semifinal | Semifinal |  |  | Final | Final                                  | Final | Final | Final |
|                  |                                        |                  |                  |                  |  |  |                  |                                              |                  |                  |                  |  |  |           |                                              |           |           |           |  |  |       |                                        |       |       |       |
|                  |                                        |                  |                  |                  |  |  |                  |                                              |                  |                  |                  |  |  |           |                                              |           |           |           |  |  |       |                                        |       |       |       |
|                  |                                        |                  |                  |                  |  |  | 1                | MEX Álvaro Beltrán MEX Javier Moreno         | 15               | 15               |                  |  |  |           |                                              |           |           |           |  |  |       |                                        |       |       |       |
| 8                | COL Francisco Gómez COL Juan Torres    | 10               | 15               | 11               |  |  | 8                | COL Francisco Gómez COL Juan Torres          | 4                | 7                |                  |  |  |           |                                              |           |           |           |  |  |       |                                        |       |       |       |
| 9                | DOM Ramón de León DOM Luis Pérez       | 15               | 2                | 6                |  |  |                  |                                              |                  |                  |                  |  |  | 1         | MEX Álvaro Beltrán MEX Javier Moreno         | 9         | 15        | 11        |  |  |       |                                        |       |       |       |
|                  |                                        |                  |                  |                  |  |  |                  |                                              |                  |                  |                  |  |  | 5         | USA Christopher Crowther USA Shane Vanderson | 15        | 1         | 4         |  |  |       |                                        |       |       |       |
|                  |                                        |                  |                  |                  |  |  | 5                | USA Christopher Crowther USA Shane Vanderson | 15               | 15               |                  |  |  |           |                                              |           |           |           |  |  |       |                                        |       |       |       |
|                  |                                        |                  |                  |                  |  |  | 4                | ARG Daniel Maggi ARG Shai Manzuri            | 9                | 6                |                  |  |  |           |                                              |           |           |           |  |  |       |                                        |       |       |       |
|                  |                                        |                  |                  |                  |  |  |                  |                                              |                  |                  |                  |  |  |           |                                              |           |           |           |  |  | 1     | MEX Álvaro Beltrán MEX Javier Moreno   | 15    | 15    |       |
|                  |                                        |                  |                  |                  |  |  |                  |                                              |                  |                  |                  |  |  |           |                                              |           |           |           |  |  | 7     | VEN César Castillo VEN Jorge Hirsekorn | 14    | 4     |       |
|                  |                                        |                  |                  |                  |  |  | 3                | CAN Timothy Landeryou CAN Kristofer Odegard  | 3                | 15               | 11               |  |  |           |                                              |           |           |           |  |  |       |                                        |       |       |       |
| 11               | BOL Ricardo Monroy BOL Roland Keller   | 15               | 15               |                  |  |  | 11               | BOL Ricardo Monroy BOL Roland Keller         | 15               | 10               | 8                |  |  |           |                                              |           |           |           |  |  |       |                                        |       |       |       |
| 6                | ECU José Álvarez ECU Fernando Ríos     | 14               | 8                |                  |  |  |                  |                                              |                  |                  |                  |  |  | 3         | CAN Timothy Landeryou CAN Kristofer Odegard  | 14        | 3         | 10        |  |  |       |                                        |       |       |       |
| 7                | VEN César Castillo VEN Jorge Hirsekorn | 15               | 15               |                  |  |  |                  |                                              |                  |                  |                  |  |  | 7         | VEN César Castillo VEN Jorge Hirsekorn       | 15        | 3         | 11        |  |  |       |                                        |       |       |       |
| 10               | HON Raúl Banegas HON Selvín Cruz       | 10               | 7                |                  |  |  | 7                | VEN César Castillo VEN Jorge Hirsekorn       | 9                | 15               | 11               |  |  |           |                                              |           |           |           |  |  |       |                                        |       |       |       |
|                  |                                        |                  |                  |                  |  |  | 2                | CRC Felipe Camacho CRC Teobaldo Fumero       | 15               | 11               | 6                |  |  |           |                                              |           |           |           |  |  |       |                                        |       |       |       |
|                  |                                        |                  |                  |                  |  |  |                  |                                              |                  |                  |                  |  |  |           |                                              |           |           |           |  |  |       |                                        |       |       |       |